# Anthaxia cavazzutii
Anthaxia cavazzutii es una especie de escarabajo del género Anthaxia, familia Buprestidae. Fue descrita científicamente por Bílý en 1980.